# I'm a Slave 4 U
"I'm a Slave 4 U" é uma canção da artista musical estadunidense Britney Spears, contida em seu terceiro álbum de estúdio Britney (2001). Este single foi considerado um grande marco na carreira da cantora, que deixava de lado a imagem de "virgem santa" adquirida com seus dois álbuns anteriores. Inicialmente, o primeiro single do álbum seria a canção que por fim se tornou faixa bônus do disco Britney, "Before The Goodbye", porém a gravadora achou melhor que fosse "I'm A Slave 4 U", pois apostava que esta teria um impacto maior nos charts. A canção foi produzida pela dupla The Neptunes, chegando a oferecê-la para a musa do R&B, Janet Jackson, que recusou, pois os achou que seus vocais não ficariam apropriados à melodia. Em sequência, a dupla ofereceu para Britney, que de imediato aceitou, afirmando que a canção seria um "marco" em sua carreira. É ao lado de "...Baby One More Time", "Oops!... I Did It Again", "Toxic", "Gimme More", "Piece of Me", uma das canções - assinaturas da carreira da cantora.
"I'm A Slave 4 U" recebeu revisões mistas da mídia especializada, em que alguns críticos afirmaram que era a música mais madura de Spears até o momento, enquanto outros notaram a tentativa de deixar pra trás a imagem de "garota santa" adotada por Spears, nos seus álbuns anteriores, e que seus vocais foram antinaturais. "I'm a Slave 4 U" obteve êxito comercial em vários países. No entanto, a canção alcançou a posição de número 27 na Billboard Hot 100 e número 85 na Billboard R&B/Hip-Hop Songs, sendo ambos as menores posições nas paradas do single em todo o mundo.
O vídeo musical correspondente foi dirigido por Francis Lawrence, foi lançado juntamente com o single. Mostra Spears dançando em uma sauna. Como forma de divulgação, Spears apresentou a canção em diversos momentos, como no MTV Video Music Awards de 2001, onde Spears usou uma cobra albina em seu pescoço. A apresentação foi muito criticada pelo People for the Ethical Treatment of Animals (PETA), pela inclusão do animal. Spears apresentou a música em todas as turnês desde o lançamento do single.

## Videoclipe
Dirigido por Francis Lawrence no estúdio Universal City na Califórnia, o vídeo de I'm A Slave 4 U foi o mais audacioso até o momento da cantora. Estreou em #1 no programa TRL da MTV e foi um grande estouro no resto do mundo. Em 2002, concorreu ao prêmio VMA nas categorias de "Melhor Vídeo Feminino", "Melhor Vídeo Dançante" e "Melhor Coreografia". A coreografia foi feita pelo dançarino e coreógrafo Wade Robson. O vídeo se passa em uma sauna onde Britney se insinua para seus bailarinos. Eles estão completamente suados e o vídeo nos passa a aparência de calor. Britney dança muito neste clipe com seu biquíni rosa e calças de ganga (porém em sua turnê, para promover o seu novo álbum, Britney, ela tenha usado o biquíni verde e mini-saia). Este video é considerado pela maioria dos cantores o 2º melhor video de Britney Spears. Aparecem prédios velhos num cenário pos apocalíptico onde a água parece ser um recurso natural escasso e o aquecimento global tomou conta do planeta desértico e decadente.

## Apresentações ao vivo
Britney Spears já ficou conhecida por suas super produções em suas performances de palco, sendo comparada a Michael Jackson, Janet Jackson e Madonna.  Na premiação do VMA 2001, a cantora sobe ao palco enjaulada com um tigre, com uma sensual roupa verde e o palco, simulando uma floresta. Foi a primeira vez que o grande público ouviu a canção, Depois, ela coloca uma cobra albina sobre seu pescoço e continua a performance. Esta é considerada uma das performances mais arriscadas de sua carreira.

## Covers e versões
"I'm a Slave 4 U" foi regravada pelo programa musical Glee no episódio "Britney/Brittany", cantada por Heather Morris em sua estreia como cantora. Em uma sequência de sonho, a personagem de Morris, Brittany S. Pierce, canta a música, enquanto recria vários looks icônicos dos vídeos de Spears: o macacão vermelho de "Oops! ... I Did It Again", a roupa com uma cobra da performance de Spears em 2001 no VMAs, e o body de diamante branco de "Toxic". Morris também cantou a música durante a turnê Glee de 2011 ao vivo. Em 2015, as cantoras Anitta e Lorena Simpson cantaram a música no show especial de Anitta no Chá da Alice quando a cantora reproduziu a coreografia original e também exibiu uma píton branca no palco.

## Faixas e formatos
CD Single de Remixes dos Estados Unidos
1. "I'm a Slave 4 U" [Thunderpuss Radio Mix] — 3:18
2. "I'm a Slave 4 U" [Miguel Migs Petalpusher Vocal Edit] — 3:33
3. "I'm a Slave 4 U" — 3:23
4. "I'm a Slave 4 U" [Thunderpuss Club Mix] — 8:45
5. "I'm a Slave 4 U" [Miguel Migs Petalpusher Vocal] — 5:30

CD Single da Inglaterra
1. "I'm a Slave 4 U" — 3:23
2. "Intimidated" — 3:17
3. "I'm a Slave 4 U" [Instrumental] — 3:23

CD Single da Europa e Austrália
1. "I'm a Slave 4 U" — 3:23
2. "I'm a Slave 4 U" [Instrumental] — 3:23
3. "Intimidated" — 3:17
4. "Britney... Interview"

## Desempenho nas Paradas
Este single é um dos mais populares no Brasil, onde ficou como a música mais tocada do país por um período de 5 semanas. Ao redor do mundo, seu desempenho foi bom, não foi melhor devido a mudança repentina de estilo da cantora. Esta canção foi a primeira de Britney a entrar para a parada R&B dos Estados Unidos, atingindo o pico de #73. Também o primeiro hit "dance" da cantora, atingindo o pico de #4 na parada dance.

## Performance nas paradas
| Top (2001-2002)                                  | Melhor posição | Certificação |
| ------------------------------------------------ | -------------- | ------------ |
| Alemanha - German Singles Chart                  | 1 (1)          |              |
| Austrália - Australia ARIA Singles Chart         | 3              | Ouro         |
| Áustria - Austrian Singles Chart                 | 3              |              |
| Brasil - Hot 100 Singles                         | 1 (5)          |              |
| Canadá - Canadian Singles Chart                  | 5              |              |
| Estados Unidos - Billboard Hot 100               | 27             | Platina      |
| Estados Unidos - Billboard Dance Club Play       | 4              |              |
| Estados Unidos - Billboard Hot R&B/Hip Hop Songs | 85             |              |
| Estados Unidos - Billboard Top 40 Mainstream     | 15             |              |
| França - French Singles Chart                    | 4              | Prata        |
| Inglaterra - UK Singles Chart                    | 4              | Ouro         |
| Japão - Tokyo Hot 100                            | 1 (2)          |              |
| Noruega - Norwegian Singles Chart                | 3              | Ouro         |
| Suécia - Swedish Singles Chart                   | 5              | Ouro         |
| Mundo - United World Chart                       | 5              | Platina      |

## Vendas
| América        |            |
| Brasil         | 200,000+   |
| Estados Unidos | 1,000,000+ |
| Europa         |            |
| França         | 315,000+   |
| Noruega        | 30,000+    |
| Suécia         | 90,000+    |
| Reino Unido    | 400,000+   |
| Oceania        |            |
| Austrália      | 70,000+    |
| Mundo          |            |
| Mundo          | 3,080,000+ |